# Afganisztán és Üzbegisztán Barátság Hídja
A Barátság Hídja Afganisztánt és Üzbegisztánt köti össze.

## Története
A Szovjetunió építette 1985-ben, hogy könnyebben tudjon közlekedni a megszállt Afganisztánba.

## Működése
A hidat lezárták 1996-ban, amikor a tálibok átvették az irányítást Mazar-i-Sharif város felett. 2001. december 9-én nyitották meg újra a forgalomnak. 2010 januárjában kezdődtek el a vasúti híddá bővítés munkálatai.